# 돈 파스콸레

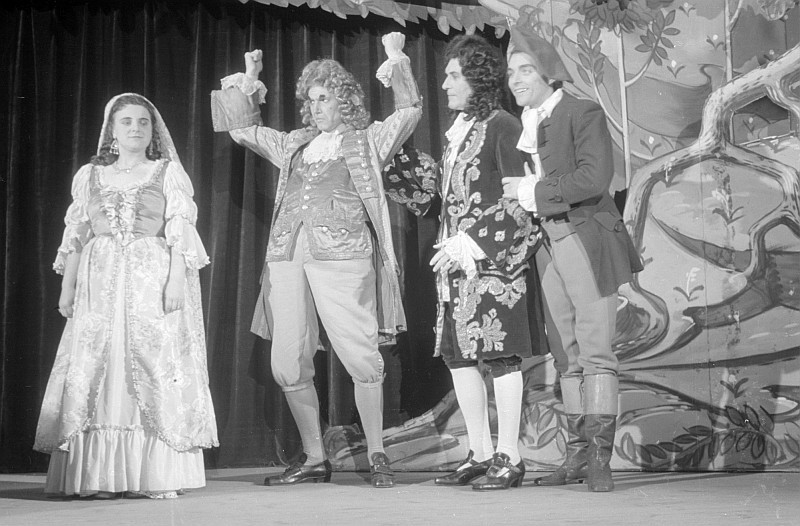

돈 파스콸레(이탈리아어: Don Pasquale)는 가에타노 도니체티가 작곡한 3막의 오페라 부파, 희극 오페라이다. 스테파노 파베시의 Ser Marcantonio (1810)를 기초로 작성된 안젤로 아넬리의 대본을, 다시 도니체티와 조반니 루피니가 손을 대서 이탈리아어 대본은 완성하였다. 1843년 1월 3일 파리의 Théâtre Italien에서 초연되었다.
작곡되던 때에 도니체티는 오스트리아의 페르디난트 1세 황제의 황실을 위한 음악 감독과 지휘자로 막 임명되었고, 돈 파스콸레는 그가 작곡한 총 66곡의 오페라 중의 64번째 작품이었다.

## 등장인물
- 돈 파스콸레(Don Pasquale) - 늙은 독신자로 거부, 베이스
- 에르네스토(Ernesto) - 돈 파스콸레의 조카, 테너
- 말라테스타(Dr Malatesta) - 돈 파스콸레의 주치의이자 친구, 바리톤
- 노리나(Norina)=소프로리나 - 젊은 과부, 소프라노
- 칼리노(Carlino) - 공증인, 베이스

## 줄거리
1막.
Norina의 집
무대는 로마의 돈 파스콸레 저택과 노리나의 집으로 설정된다. 돈 파스콸레는 부유한 노인이지만, 조카 에르네스토가 가난한 과부 노리나와 사랑에 빠진 사실에 분노한다. 그는 조카의 결혼을 막기 위해 유산 상속권을 박탈하겠다고 선언하며, 직접 결혼하여 자신의 재산을 물려받을 상속자를 만들겠다고 결심한다. 이러한 계획을 알고 있는 파스콸레의 친구이자 주치의 말라테스타는, 자신이 알고 있는 ‘순진한 수도원 소녀 소프로니아’를 소개하겠다며 사실은 노리나를 위장시켜 돈 파스콸레를 놀라게 할 계획을 세운다.
노리나는 자신이 읽고 있는 로맨스 소설을 배경으로, ‘Quel guardo il cavaliere... So anch’io la virtù magica’라는 경쾌하고 화려한 아리아를 부르며 등장한다. 이 아리아는 노리나의 영리함과 교활함, 그리고 남성들을 자유자재로 휘어잡는 매력을 음악적으로 표현한다. 콜로라투라 기법이 두드러진 이 곡은 극의 전개에 중요한 신호탄 역할을 한다.
말라테스타는 노리나에게 작전의 내용을 상세히 설명하며, 이 위장 결혼을 통해 돈 파스콸레가 자신의 뜻을 깨닫고 에르네스토와 노리나가 결혼할 수 있도록 돕자고 제안한다. 노리나는 이를 흔쾌히 수락하며, 본격적인 계획이 시작된다.
2막.
Malatesta의 집.
두 번째 막에서는 가짜 결혼식과 그 후의 혼란이 펼쳐진다. 에르네스토는 삼촌의 반대에 실망하며 로마를 떠나려 하지만, 말라테스타와 노리나의 계획은 착착 진행된다. 말라테스타가 데려온 ‘소프로니아’는 사실 노리나가 변장한 모습으로, 돈 파스콸레와 가짜 결혼식을 올린다.
결혼식이 끝나자마자 노리나는 돌변한다. 이전까지 수줍고 온순했던 태도는 온데간데없고, 사치스러운 소비와 고압적인 명령으로 집안을 장악하며 돈 파스콸레를 괴롭힌다. 파스콸레는 당황과 분노, 혼란에 빠지고, 자신이 자초한 문제임을 뼈저리게 깨닫는다.
이 막에서는 ‘È rimasto là impietrato’라는 삼중창이 등장해, 갑작스러운 상황 변화에 놀란 돈 파스콸레와 이에 맞서는 말라테스타와 노리나의 대립이 흥미롭게 표현된다. 이어서 ‘Irene, cara Irene!’ 합창에서는 새롭게 고용된 하인들과 주민들이 등장해 극의 희극적 분위기를 한층 고조시킨다.

3막.
Don Pasquale의 집.
최종 막에서는 파스콸레가 점점 심해지는 혼란에 견디지 못하고 말라테스타에게 도움을 청하는 모습이 그려진다. 노리나는 일부러 연인과의 만남을 암시하는 편지를 남겨 돈 파스콸레를 유인한다. 파스콸레는 정원에서 편지를 발견하고, 몰래 매복하여 연인을 확인하려 한다.
하지만 그 연인은 바로 에르네스토였고, 말라테스타가 모든 계획을 폭로하며 상황은 반전된다. 이 결혼은 법적으로 무효이며, 노리나는 자신이 노리나임을 밝힌다. 파스콸레는 처음에는 분노하지만, 결국 젊은이들의 사랑을 인정하고 두 사람의 결혼을 축복한다.
마지막으로 ‘Com’è gentil’이라는 에르네스토의 세레나데가 부르며, ‘La morale in tutto questo’라는 4중창과 합창으로 희망찬 해피엔딩을 장식한다.
출처: Spower_mon

## 유명한 아리아
- 아름다운 밤 Com' gentil (테너)
- 달콤하고 순수한 꿈이여, 안녕! Sogno soave e casto (테너)

## 참고 문헌
- The Opera Goer's Complete Guide by Leo Melitz, 1921 version.

### 음악 듣기
- Creative Commons MP3 Recording